# Кадьякский архипелаг
Ка́дьякский архипела́г (англ. Kodiak Archipelago) — группа островов к востоку от полуострова Аляска, в южной части американского штата Аляска. По данным 2003 года население архипелага составляло 13 913 чел.

## География

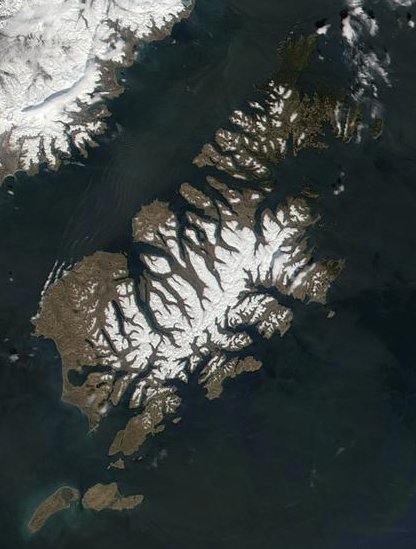
Спутниковый снимок Кадьякского архипелага

Архипелаг отделён от материка проливом Шелихова шириной около 40 км. В длину, с юго-запада на северо-восток, архипелаг протягивается на 285 км, в ширину — на 108 км.
Архипелаг состоит из 186 островов, крупнейший из них — Кадьяк, второй по величине остров — Афогнак, расположенный всего в 5 км к северу от Кадьяка. Ещё севернее находится остров Шуяк, состоящий, благодаря многочисленным живописным бухтам, под государственной охраной. Помимо этого, к архипелагу относятся острова Баррен, Семиди, Спрус, Чирикова, а также множество мелких островов вокруг Кадьяка.
Площадь архипелага составляет 13 890 км². На нём имеются 40 небольших ледников, множество рек и сотни видов земных и водных животных.
Вместе с частью побережья полуострова Аляска Кадьякский архипелаг относится к боро Аляски Кадьяк-Айленд. На большой части островов расположен природный заповедник Kodiak National Wildlife Refuge.